# Inga-Lill Westman
Inga-Lill Margit Westman, född 29 mars 1931 i Falun, är en svensk textilkonstnär. Hon var syster till Marianne Westman.
Westman, som är dotter till grosshandlare Tore Westman och Margit Söderkvist, uppnådde normalskolekompetens, genomgick keramisk praktik 1949 och vävutbildning på Norrbackainstitutets yrkesskola i Stockholm 1950–1952, innehade egen vävateljé 1952–1957 och var verksam i familjeföretaget Westmans Textilateljé 1972–1975. Hon bedrev därefter egen verksamhet, bland annat med handtryck, collage, mode, applikation, monotyper och soft art. 
Westman har hållit separatutställningar på bland annat NK i Stockholm, Farsta och Malmö samt Lord & Taylor i New York 1961, hos Konsthantverkarna i Stockholm 1966, på Dalarnas museum 1967 och 1983 och Konstfrämjandet i Stockholm 1984. Hon har deltagit i samlingsutställningar på bland annat Nordiska museet, Liljevalchs, Karlstads, Gävle, Hudiksvalls museer, Röhsska museet i Göteborg och Form Design Center i Malmö. Hon har utfört offentlig utsmyckning till bland annat Falu länsbibliotek, lasarett och socialförvaltning, Dalarnas museum, Rättviks och Svärdsjö vårdcentraler, Haggården i Hedemora samt Näckrosskolan och Trumtorp konvalescenthem i Eskilstuna. Hon tilldelades Svenska byggnadsarbetareförbundets kulturstipendium 1969 och Falu kommuns kulturpris 1986.